# 폴리도로스 (프리아모스의 아들)

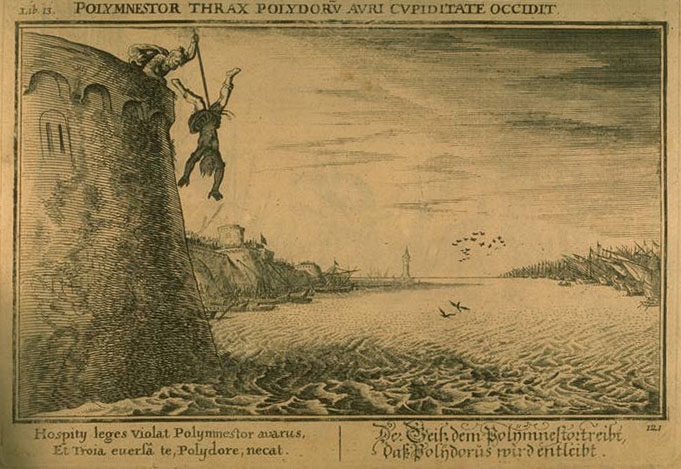

폴리도로스(Polydoros)는 그리스 신화의 등장인물로 트로이의 왕 프리아모스의 아들이다. 일설에는 프리아모스의 막내 아들이라 하며 헥토르, 파리스, 헬레노스의 동생뻘이 된다. 어머니는 헤카베라고도 하고 렐렉스 왕 아르테스의 딸인 라오토스라고도 한다.
트로이 패망을 우려한 프리아모스는 그를 사위인 트라키아 왕 폴리메스토르에게 보냈으나 유산에 눈이 먼 매부 폴리메스토르에게 살해되었다.